# 피에로 델 폴라이올로
피에로 델 폴라이올로(Piero del Pollaiuolo, 1443년 경 – 1496년)는 피에로 벤치(Piero Benci)로도 알려진 피렌체 출신의 이탈리아 르네상스 시기 화가이다. 그의 형제는 안토니오 델 폴라이올로이며 둘은 자주 함께 작업을 했었다. 그들의 작품에서는 고전에서의 영향과 인체 해부학에 대한 관심을 보여주고 있으며; 전해진바에 의하면 형제는 인체에 대한 그들의 지식을 향상시키기 위해 해부를 했다고 한다.
그는 1496년 로마에서 사망했다.
조르조 바사리는 그의 《이탈리아 미술가 열전》에서 폴라이올로의 생애를 포함시켰다.

## 작품
- 《세 명의 성인》 (1467년–68년) - 제단화
- 《젊은 여인의 초상》 (1470년 경)
- 《갈레아초 마리아 스포르차의 초상》 (1471년 경) - 목판에 그린 템페라화
- 《성 세바스티아노의 순교》 (completed 1475년) - 목판에 그린 유화
- 《성모의 대관》 (1483년) - 산지미냐노 교회의 성가대석에 그려진 제단화
- 《젊은 여인의 옆모습》 (1465년 경) - 목판에 그린 유화
- 《7 덕목 (폴라이올로가 이중 6개를 그림)》:
관용
믿음
절제
신중
희망
정의